# Sikke Sleeswijk
Mr. Sikke Sleeswijk (Lemmer, 20 juli 1841 - Oosterbeek, 26 juli 1908) was een Nederlands jurist en rechter.

## Biografie
Sleeswijk was een lid van het patriciaatsgeslacht Sleeswijk en een zoon van koopman en zeilmaker Cornelis Sleeswijk (1795-1857) en Fettje Wegener (1801-1862). Hij trouwde in 1867 met Itsk Doedes Breuning (1844-1930) uit welk huwelijk drie kinderen werden geboren. Hij was een oom van rechter mr. Tjardus Sleeswijk (1870-1916).
In 1870 werd Sleeswijk rechter-plaatsvervanger bij de rechtbank Heerenveen totdat hij daar in 1872 griffier werd, hetgeen hij bleef tot 1885. Daarna was hij raadsheer bij het gerechtshof Amsterdam.